# Bobby Hebb
Robert Alvin Von Hebb (26 de julio de 1938 - 3 de agosto de 2010)  fue un cantante y compositor estadounidense de R&B y Soul conocido por su éxito de 1966, " Sunny ".

## Biografía
Hebb nació en Nashville (Tennessee). Sus padres, William y Ovalla Hebb, eran ambos músicos ciegos.  Hebb comenzó su carrera artística junto a su hermano mayor, Harold Hebb,  en Nashville cuando Bobby tenía tres años y Harold nueve. Hebb actuó en un programa de televisión presentado por el productor de música country Owen Bradley, lo que le valió para hacerse un lugar el prestigioso programa de radio Grand Ole Opry como parte del acompañamiento de la estrella del country Roy Acuff.  Hebb tocaba cucharas y otros instrumentos en la banda de Acuff. Más tarde, Harold se convirtió en miembro de Johnny Bragg and the Marigolds. Bobby Hebb cantó los coros de la canción "Diddley Daddy" de Bo Diddley. Hebb también tocó la trompeta "al estilo de la costa oeste" en una banda de jazz de la Marina de los Estados Unidos y reemplazó al guitarrista Mickey Baker en Mickey and Sylvia. 
El 23 de noviembre de 1963, el día después del asesinato de John F. Kennedy, el hermano de Bobby Hebb, Harold, murió de una cuchillada frente a un club nocturno de Nashville.  Hebb quedó devastado por ambos eventos y buscó consuelo en la composición de canciones. Aunque muchos afirman que la canción que escribió después de ambas tragedias fue la optimista " Sunny ", el propio Hebb afirmó lo contrario.
"Sunny" se grabó en la ciudad de Nueva York después de que se hicieran demos con el productor Jerry Ross. Fue publicada como sencillo en 1966, alcanzando el puesto número 2 en el Billboard Hot 100, el puesto 3 en las listas de R&B y el puesto 12 en el Reino Unido.    Hebb se unió a la gira de The Beatles en 1966, con su "Sunny" ocupando el número 2 de la lista Billboard Hot 100. BMI calificó a "Sunny" en el puesto 25 en sus "100 mejores canciones del siglo".
En 1976, Hebb lanzó una nueva versión en género disco titulada " Sunny '76 ".  El sencillo fue un éxito menor que alcanzó el puesto 94 en la lista de R&B.
Hebb tuvo otros éxitos menores con "A Satisfied Mind" en 1966  (n.° 39 en la lista de Billboard y n.° 40 en la lista de R&B) y "Love Me" en 1967 (n.° 84),  y escribió numerosas canciones para otros artistas, como el éxito de Lou Rawls de 1971, "A Natural Man" (coescrito con el comediante Sandy Baron). En 1972, su sencillo "Love Love Love" alcanzó el puesto 32 en las listas de éxitos del Reino Unido. 
En 2005, tras un intervalo de grabación de 35 años, Hebb grabó That's All I Wanna Know, su primer lanzamiento comercial desde Love Games para Epic Records en 1970. Fue lanzado en Europa a finales de 2005 por Tuition, un sello pop independiente. Se publicaron dos nuevas versiones a dúo de "Sunny", una con Astrid North y la otra con Pat Appleton. En octubre de 2008, realizó una gira y tocó en Osaka y Tokio en Japón.
Hebb continuó viviendo en su ciudad natal de Nashville (Tennessee), hasta su muerte el 3 de agosto de 2010, a los 72 años, debido a un cáncer de pulmón mientras recibía tratamiento en el TriStar Centennial Medical Center.  Está enterrado en el cementerio Spring Hill de Nashville. 

## Discografía

### Álbumes
- Sunny (1966)
- Love Games (1970)
- That's All I Wanna Know (2005)

### Sencillos
| Año                                                          | Título                                               | Posicionamiento en listas | Posicionamiento en listas | Posicionamiento en listas | Posicionamiento en listas | Posicionamiento en listas | Posicionamiento en listas | Posicionamiento en listas | Posicionamiento en listas |
| Año                                                          | Título                                               | AUS                       | BE (FLA)                  | BE (WA)                   | NL                        | NZ                        | UK                        | US                        | US R&B                    |
| ------------------------------------------------------------ | ---------------------------------------------------- | ------------------------- | ------------------------- | ------------------------- | ------------------------- | ------------------------- | ------------------------- | ------------------------- | ------------------------- |
| 1960                                                         | "Night Train to Memphis"                             | —                         | —                         | —                         | —                         | —                         | —                         | —                         | —                         |
| 1961                                                         | "Feel So Good"                                       | —                         | —                         | —                         | —                         | —                         | —                         | —                         | —                         |
| 1961                                                         | "Atlanta G A."                                       | —                         | —                         | —                         | —                         | —                         | —                         | —                         | —                         |
| 1966                                                         | "Sunny"                                              | 18                        | 17                        | 8                         | 2                         | 16                        | 12                        | 2                         | 3                         |
| 1966                                                         | "I Love Mary"                                        | —                         | —                         | —                         | —                         | —                         | —                         | —                         | —                         |
| 1966                                                         | "Betty Jo from Ohio"                                 | —                         | —                         | —                         | —                         | —                         | —                         | —                         | —                         |
| 1966                                                         | "A Satisfied Mind"                                   | —                         | —                         | —                         | —                         | —                         | 65                        | 39                        | 40                        |
| 1966                                                         | "Love Me"                                            | —                         | —                         | —                         | —                         | —                         | —                         | 84                        | —                         |
| 1967                                                         | "Ooh La La"                                          | —                         | —                         | —                         | —                         | —                         | —                         | —                         | —                         |
| 1967                                                         | "Some Kind of Magic" / "I Love Everything About You" | —                         | —                         | —                         | —                         | —                         | —                         | —                         | —                         |
| 1967                                                         | "Everything is Coming Up Roses"                      | —                         | —                         | —                         | —                         | —                         | —                         | —                         | —                         |
| 1968                                                         | "You Want to Change Me"                              | —                         | —                         | —                         | —                         | —                         | —                         | —                         | —                         |
| 1972                                                         | "I Was a Boy When You Needed a Man"                  | —                         | —                         | —                         | —                         | —                         | —                         | —                         | —                         |
| 1972                                                         | "Love Love Love"                                     | —                         | —                         | —                         | —                         | —                         | 32                        | —                         | —                         |
| 1974                                                         | "Evil Woman"                                         | —                         | —                         | —                         | —                         | —                         | —                         | —                         | —                         |
| 1975                                                         | "Proud Soul Heritage"                                | —                         | —                         | —                         | —                         | —                         | —                         | —                         | —                         |
| 1975                                                         | "Sunny '76"                                          | —                         | —                         | —                         | —                         | —                         | —                         | —                         | 94                        |
| 2005                                                         | "Sunny" (featuring Astrid North)                     | —                         | —                         | —                         | —                         | —                         | —                         | —                         | —                         |
| "—" denotes releases that did not chart or were not released |                                                      |                           |                           |                           |                           |                           |                           |                           |                           |

## Créditos de composición seleccionados
| Canción                          | Compositor              | Versión |
| -------------------------------- | ----------------------- | --- |
| "The Charms of the Arms of Love" | Bobby Hebb              | Ernie Andrews (1968) Bobby Hebb (1970) Alice Clark (1972) |
| "Don't You Care"                 | Bobby Hebb              | Alice Clark (1972) |
| "A Natural Man"                  | Bobby Hebb; Sandy Baron | Lou Rawls (1971) Larry Morris (1972) Walt Wagner (1972) The Dirtbombs (2001) |
| "Sunny"                          | Bobby Hebb              | Over 150 versions including: Bobby Hebb (1966) Cher (1966) Booker T. & the M.G.'s (1967) Frank Sinatra (1968) Ella Fitzgerald (1971) Boney M. (1976) Hampton Hawes (1978) Christophe Willem (2006) Toots and the Maytals (2014) Billie Eilish and FINNEAS (2020) Jamie Jones (2021) |
| "Would You Believe"              | Bobby Hebb              | Kenny Lonas (1967) William Hunt (1967) Grady Tate (1968) |